# Amen (Paula Cole)
Amen è il terzo album in studio della cantautrice statunitense Paula Cole, pubblicato nel 1999.

## Tracce
1. I Believe in Love – 5:48
2. Amen – 5:58
3. La Tonya – 6:13
4. Pearl – 6:05
5. Be Somebody (featuring Tionne Watkins) – 5:15
6. Rhythm of Life – 7:50
7. Free – 3:54
8. Suwannee Jo – 5:24
9. God Is Watching – 4:47